# 成田氏
成田氏（なりたし）は、日本の氏族の一つ。

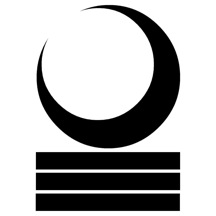
月に三つ引き両

鎌倉時代から安土桃山時代にかけて武蔵国に栄えた一族が著名である。

## 出自
出自は藤原氏説と、武蔵七党の一つ・横山党説がある。少なくとも鎌倉時代以前、武蔵国北部によっていたとみられる。
藤原氏説には先祖を藤原道長とする説と藤原基忠とする説の2つがある。道長説は『藩翰譜』に見え、道長の子孫・任隆が武蔵国幡羅郡へ下向し、その曾孫・助隆が成田を名乗ったとする。ただし『藩翰譜』で道長の子孫に任隆はみえないと指摘される。
基忠説は江戸時代に成田氏の末裔が作成した『成田氏系図』にみえるもので、藤原行成の弟基忠を祖とする。基忠が武蔵守となり、武蔵国崎西郡に居住したのが始まりとされる。基忠の子宗直が崎西郡司となり家忠・道宗と続き、助隆の時に成田郷に居住して地名を氏としたとされる。
一方、横山党説は『武蔵武士』（渡辺世祐・八代国治 共著）が提唱したもので、小野姓横山党の横山資孝の子・成任が成田を称したとあり、藤原姓としたのはこの系統の仮冒とする説である。『埼玉県史』は横山党など武蔵武士出身ではないかとする。

## 歴史
文献上で成田氏の活動がみられるのは『保元物語』で、源義朝方に成田太郎がみえる。行田市郷土博物館編 『忍城主成田氏』では、「成田系図」で助隆（助高）の孫・広能が保元の乱で戦死したとするのを、この『保元物語』からの援用ではないかとする。
鎌倉時代には成田氏は御家人になったとみられる。『吾妻鏡』では文治5年（1189年）7月、源頼朝の奥州藤原氏追討軍のなかに成田七郎助綱がみえる。古文書からこの時の恩賞で成田氏は鹿角郡に所領を得たとされる。
承久の乱では宇治川の合戦で成田五郎と成田藤次が功を上げ、成田兵衛尉と五郎太郎が討死している。建保5年（1217年）には、北条泰時の家人で成田一族とみられる成田五郎が刃傷沙汰を起こしている。
建長2年（1250年）と建治元年（1275年）には、鎌倉幕府の内裏・寺社造営費の分担をした御家人の名簿に成田入道跡の名がある。
「成田（氏）系図」によると、助隆・助広・助綱と続く。助綱の弟・助忠は源義経に従って功績を得ている。助綱の嫡子・資泰は承久の乱における宇治川合戦で戦死してしまい、嫡子・忠綱が幼少のため、助綱の弟・家助が助綱の養子となって忠綱の補佐を行ったという。
鎌倉幕府滅亡とともに、成田助隆の子孫とみられる秀綱・家綱は所領を没収された。これにより鎌倉幕府御家人の成田一族は没落した。『鹿角市史』によれば、郎左衛門尉家綱は子息とみられる四郎太郎秀綱とともに鎌倉幕府滅亡の際、北条氏と命運を共にしたという。代わって成田氏を継承したのは武蔵七党の一つ丹党の安保氏である。
安保氏は、安保実員の庶子・信員が成田家資（「成田系図」上での家助）の娘を娶（めと）って成田氏と姻戚関係になっており、信員の孫・行員が祖母を通じて成田氏の所領を継承していた。行員の子・基員は成田氏を名乗り、基員からその子・泰員への継承時には成田氏本領である成田郷も所有している。このため、安保氏庶流の一族が姻戚関係によって没落した御家人成田氏の領地や名跡を継承していったとみられ、成田系図上は鎌倉期から一貫して続いている戦国時代の忍城主成田氏は、実は安保氏系だと考えられている。泰員は白旗一揆に参加するなどしているが、応永2年（1395年）に播磨国須富荘北方を祇園社へ寄進した記録以降、成田氏の活動は見えなくなる。
成田氏の菩提寺である龍淵寺の開祖とされるのが成田五郎家時で、中興の祖と伝わる。後世の軍記では家時の嫡男は早世し、次子で跡を継いだ資員は暗愚であったといい、資員の子・顕泰が幼くして継いだという。しかし家時や資員の名は後世史料にしかみえず、同時代史料では確認できない。
室町時代後期（戦国時代）に山内上杉家の家臣として活躍した成田顕泰またはその子・成田親泰は、児玉氏、忍氏などを滅ぼすなど勢力を広げ、忍城を中心に成田氏の最盛期を演出した。しかし上杉顕定の死後の上杉家家督争いで上杉顕実に味方して敗れ、勢力を衰退させた。顕泰の孫・成田長泰は弱体化した山内上杉氏を見限り後北条氏、ついで上杉謙信に仕えたが、謙信の不興を買ったため再び後北条氏に寝返るなどめまぐるしい動きを見せた。長泰の子の成田氏長の代には小田原征伐で後北条氏に味方し、一時所領を失った（忍城の戦い）。だが氏長の娘甲斐姫が豊臣秀吉の側室として寵愛を受けるなどの幸運にも恵まれ、大名として返り咲き下野国烏山を領した。氏長の跡は弟の成田泰親が家督を継承し関ヶ原の戦いの後は徳川氏に属したが、その子の代に後継者争いが起きたため改易となった。子孫は御家人、次いで旗本となった。
なお、室町時代後期から戦国時代初期の成田氏に関しては近年の研究により、「成田系図」記載の生没年が同時代史料にみえる成田当主の名と合わないと指摘され、実名の比定が成田系図によっていた顕泰・親泰の頃の業績にずれがあるとする説が出されている。
忍城築城主は、築城年代が忍周辺の領主が岩松氏から成田氏に代わった文明年間と考えられ、「成田系図」生没年から推測して顕泰の築城とされたが、同時代史料の「文明明応年間関東禅林詩文等抄録」から文明11年（1479年）時点で忍城は存在したと指摘され、築城はその前になるため築城主は抄録にみえる顕泰の養父・正等とする説が提示された。
没年に関しても、顕泰の没年は成田系図での没年・天文16年（1547年）ではなく、系図で親泰の没年とされる大永4年（1524年）で、その親泰の本来の没年は天文14年（1545年）とする説もある。
2012年、『のぼうの城』公開に際して成田長親の子孫と、映画中での長親役・野村萬斎、石田三成役・上地雄輔が成田氏の菩提寺・大光院に集結し成田長親公四百回忌特別法要が執り行われた。